# Enar Josefsson
Enar Josefsson   (Åsele, 6 de setembre de 1916 - Estocolm, 18 de desembre de 1989) fou un esquiador de fons suec que va competir durant les dècades de 1940 i 1950.
El 1952 va prendre part en els Jocs Olímpics d'Hivern d'Oslo, on va disputar dues proves del programa d'esquí de fons. Guanyà la medalla de bronze en la prova del 4x10 quilòmetres, formant equip amb Sigurd Andersson, Nils Täpp i Martin Lundström, mentre en la dels 18 quilòmetres fou tretzè.
En el seu palmarès també destaquen una medalla d'or i dues de plata al Campionat del Món d'esquí nòrdic i un campionat nacional. Durant la seva carrera esportiva guanyà 87 curses i fou segon en 48.